# Vision humaine
 (janvier 2023).
Pour les articles homonymes, voir Vision (homonymie).
La vision humaine est la perception liée au sens de la vue : pour les êtres humains qui en bénéficient pleinement, la vision joue un grand rôle dans leur vie en leur permettant, avec les autres sens, de connaître leur environnement ainsi que leur corps, et de guider leurs actions (manger, boire, se déplacer, communiquer…). À l’inverse, les déficiences visuelles ont de lourdes conséquences pratiques et psychologiques dans la vie quotidienne pour ceux qui en sont affectés (pertes d'autonomie, de confiance en soi). Par ailleurs, la compréhension de la vision, en révélant aujourd’hui la relativité de la perception que chacun peut avoir du monde, permet aussi de mieux se comprendre soi-même et d'accepter les approches différentes des autres. Enfin, la vision a d'autres rôles, en particulier elle est une entrée pour l'horloge biologique interne et pour la régulation des hormones.
Comme toute perception, la vision comprend deux facettes : d’une part, le fait de voir (le ressenti, le phénoménal) ; d’autre part, les mécanismes (optiques, biologiques, cognitifs, voire incarnés) qui permettent de voir.
Toute personne voyante a un accès immédiat à une vision ressentie riche et colorée. Pourtant, la nature de cette expérience fait l'objet de nombreux débats philosophiques et scientifiques depuis l'antiquité car c'est une expérience consciente et les théories sur la conscience laissent toujours ouvertes de nombreuses questions, par exemple : la vision se manifeste-t-elle dans un esprit immatériel ou est-elle totalement d’ordre matériel ?
Quant aux mécanismes qui amènent à la vision, il a fallu de nombreux siècles pour arriver à en avoir une compréhension élaborée. Et ce n'est qu'à partir du XVIIe siècle qu'il devient clair que les rayons lumineux venant de l'environnement forment une image au fond de l’œil. Cette image serait transmise telle quelle au cerveau qui la restituerait ainsi à la conscience. Les approches actuelles (en particulier avec les sciences cognitives) font de la vision le résultat de processus bien plus complexes pour lesquels de nombreuses recherches restent toujours très actives.
Il apparaît ainsi que ce qui est vu présente des différences notables avec l’image qui se forme sur la rétine. Les illusions visuelles le montrent, comme l'illusion de Müller-Lyer qui fait voir des longueurs différentes pour deux segments, pourtant de même longueur. Les couleurs n’existent pas dans la réalité : elles sont en fait inventées par le cerveau (elles sont subjectives). Quant à la perception suggérée par le dessin d’E. Mach ci-dessous, c’est la perception la plus ordinaire qui devient extraordinaire car elle n’est plus consciente. Dernier exemple, il a été démontré que quelqu'un qui ne se sent pas raciste peut malgré tout être influencé par des préjugés inconscients qui lui feront voir de la colère sur l'image d'un homme noir qui, en fait, sourit.
Les processus de la vision permettent de comprendre ces distorsions. Déjà les yeux captent une image imparfaite, tout en commençant à discerner contrastes et contours. Cette image est ensuite décryptée par le cerveau (forme, mouvement, couleurs...), dans le cortex visuel, lors d'un travail qui fait communiquer de nombreuses aires. Puis, il s'agit de deviner ce qu'il y a sur l’image, en s’appuyant sur des connaissances acquises, des stéréotypes, jusqu'à des préjugés inconscients. Cette façon de faire permet de réagir vite, mais présente aussi des risques (en voiture , en avion...), car il y a des erreurs d'interprétation. Ces modes de fonctionnement ont été sélectionnés par l’évolution au cours des millénaires pour faire face à des situations mettant en cause la survie et ne sont plus forcément adaptées à toutes les situations actuelles. D'où l'idée de les améliorer : quelques possibilités ont été identifiées, en particulier pour diminuer la force des préjugés inconscients ou les réactions irréfléchies (la méditation, se mettre à la place de l’autre…).

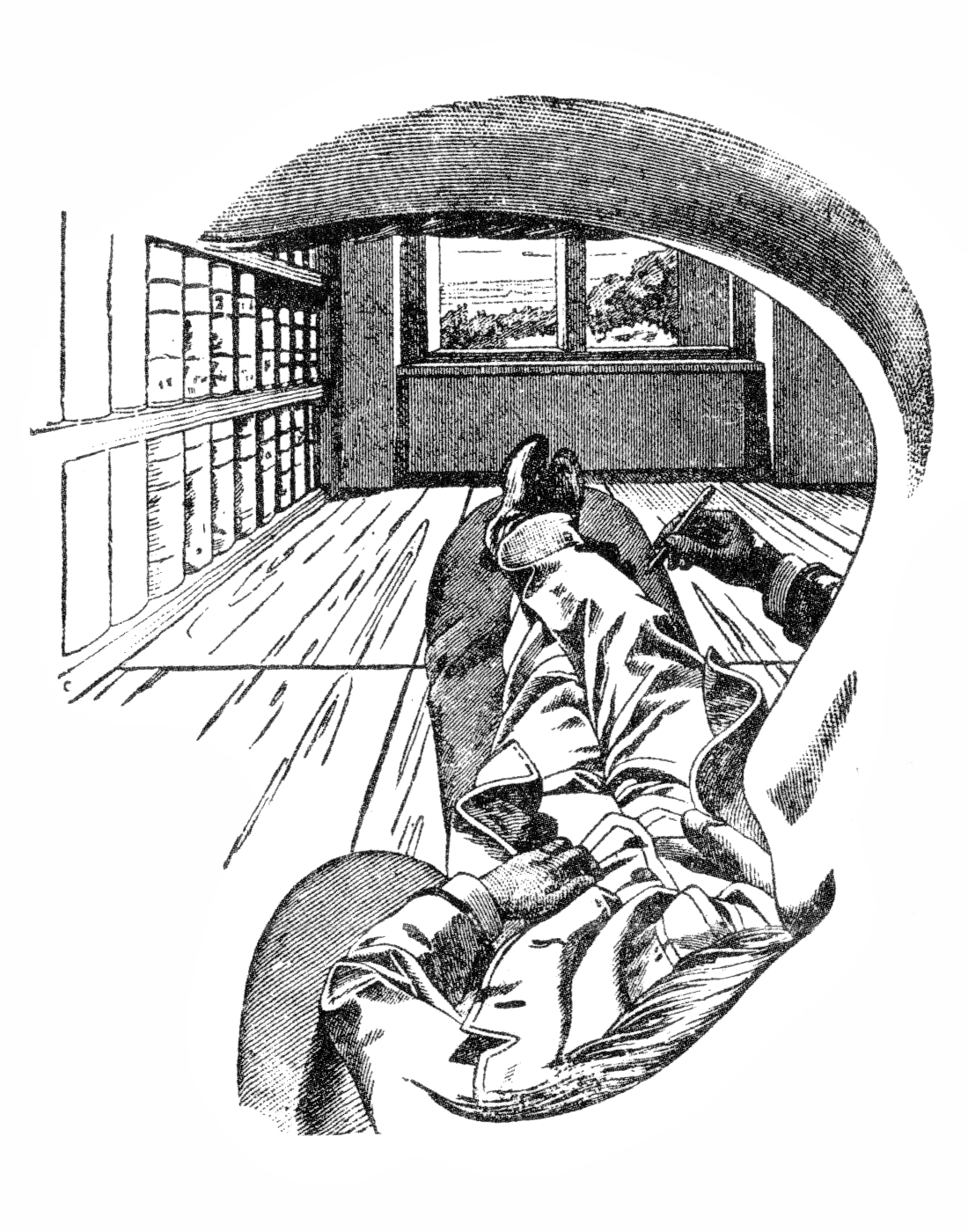
Vue depuis l'œil gauche,, Cet autoportrait sans tête, ce portrait acéphale, c’est l’expérience de soi immédiate la plus commune que nous pouvons imaginer, puisque que c’est l’image que nous avons à chaque instant de nous, au moment même où, par exemple, j’écris ce texte et que je vois mes mains courir sur le clavier.
Qui niera cependant le caractère fantastique, dès l’instant où on (se) la représente, de cette projection si banale et si quotidienne qu’elle en est devenue inconsciente ?, Ce dessin d'Ernst Mach montre que la vision la plus commune est devenue inconsciente tandis que chacun se voit de l'extérieur comme le peintre qui peint un autoportrait classique ou comme chacun se dessinerait. Voir aussi pour ce dessin la suite de l'article et ailleurs.

## Voir: une expérience simple, mais toujours non-expliquée

La couleur rouge provoque une sensation qualitative appelée quale (quale est le singulier de qualia). C'est un vécu subjectif, accessible uniquement à la personne qui voit la couleur rouge.,

L’expérience visuelle consciente — comme voir, maintenant, les mots de l’article « Vision humaine » —, est une expérience simple et habituelle pour celui qui peut y accéder. C'est aussi une expérience très riche : « Nos capacités visuelles sont donc extraordinaires et permettent aussi bien d’apprécier les nuances d’une aile de papillon que les gouttelettes de l’écume d’une vague ou d’apprécier les œuvres d’un peintre. »
L'expérience visuelle est considérée généralement comme subjective,, accessible seulement à celui qui voit. Ce dernier peut malgré tout rendre compte de ce qu'il voit verbalement , ou encore en produisant une peinture figurative qui traduira l' « l'observation scrupuleuse faite par l'artiste du modèle représenté ». L’observation scrupuleuse de la réalité qui est sous nos yeux apporte parfois des surprises comme dans le cas de  la « Vue depuis l’œil gauche » dans l’encadré ci-contre.
Par ailleurs, l'expérience visuelle et plus généralement les perceptions — telles qu'elles sont vécues — sont étudiées par la phénoménologie dont l'objet est de travailler sur les « phénomènes, c'est-à-dire de cela qui apparaît à la conscience, de cela qui est « donné » » écrit Jean-François Lyotard. Par ailleurs, des méthodes sont développées pour s'appuyer sur le vécu pour mieux éclairer certains travaux scientifiques - basés sur des données objectives -, ce qui amène beaucoup de discussions, car l'expérience vécue a été longtemps exclue des investigations scientifiques, l'observateur de l'expérience devant être neutre et extérieur.
Une approche complémentaire consiste à étudier une sensation visuelle (comme voir du rouge) ou une autre sensation même basique (comme sentir le jasmin), en s'intéressant aux qualités ressenties : ces qualités ont été appelées qualia, (voir l'encadré de la couleur rouge) ; de nombreuses recherches ont été réalisés à leur sujet et sont beaucoup discutés.
Finalement, l'expérience visuelle consciente renvoie aux questions philosophiques et scientifiques sur la conscience. En particulier, un important débat concerne la nature même et la localisation de l'expérience consciente : la vision est-elle portée par le cerveau (la matière) ? ou bien par un esprit immatériel ?,,,. Pourra-t-on même expliquer l'expérience consciente ? Ces questions complexes et beaucoup débattues sont traitées dans des articles spécifiques de l’encyclopédie dont voici quelques exemples : la conscience, la conscience phénoménale la  question corps-esprit ; le problème difficile de la conscience.

## Voir pour vivre
Il n’est pas obligatoire de voir pour vivre, cependant, bien voir est un atout important dans la vie courante car les déficiences visuelles et la cécité ont de lourdes conséquences psychologiques (pertes d'autonomie, de confiance en soi) et pratiques (la vie quotidienne doit être adaptée au déficit visuel).
Globalement, dans les informations que reçoit une personne de ses sens pour gérer ses rapports à son environnement, il y en a environ 70% qui lui viennent à travers la vision. Sous cet angle, la vision peut être considérée comme le sens le plus important.
Bien voir aide beaucoup à faire face aux nécessités de la vie humaine, des besoins que l’on peut présenter en s’appuyant sur l’approche de Clayton Alderfer, un psychologue américain qui a simplifié, avec sa théorie ERG (Existence, Relation et Croissance), l'analyse des besoins selon A. Maslow .
Il y a d'abord les besoins d’existence : les besoins physiologiques et de sécurité. L’importance de la vision y apparaît en particulier dans : la quête de nourriture et de boisson (reconnaître les choses et bien coordonner les gestes pour manger et boire) ; l’appréhension du danger (identifier un individu ou un animal menaçant ; localiser les obstacles lors des déplacements à pied, en vélo, en voiture) ; le maintien de l’équilibre en marchant ;… De plus, la vision joue un rôle dans la régulation des rythmes jour-nuit et des hormones qui y sont liées (en particulier : la mélatonine, hormone du sommeil).
La vision a aussi une grande importance dans le cadre des besoins relationnels (estime des autres, appartenance, amour) dans la famille, avec les amis ou les relations professionnelles. « A la fois émetteur (je regarde) et récepteur (je capte le regard de l’autre), la vision nous permet de décoder les relations humaines », et déjà à la naissance dans les échanges de regards entre la mère et son bébé. Lire et écrire, c’est aussi communiquer en s’appuyant sur la vision.
Il y a enfin les besoins de croissance (estime et réalisation de soi). Là, encore la vision permet de mener à bien ses projets de vie, d’admirer ou de créer un tableau, de lire et se divertir, de se voir dans un miroir (construire son Moi à l’enfance : « c’est moi »  ou s’en détacher, briser le miroir, en fin de vie).
La vision humaine actuelle est à comprendre comme résultant de l’évolution biologique au cours des millénaires durant lesquels les traits qui sont conservés sont d’abord ceux qui favorisent la survie de l’individu et de l’espèce. Ainsi, reconnaître une menace et réagir très vite pouvait (et peut encore) être une question de vie ou de mort. Ce qui a amené tout le dispositif perceptif à être très créatif pour aller au-delà des ressources limitées des perceptions humaines : ces différentes perceptions se confortent entre elles et le cerveau est devenu capable d’inventer très rapidement et de manière vraisemblable ce qui est perçu imparfaitement, décuplant de ce fait « notre capacité à agir sur le monde et à interagir avec lui sans compromettre nos ressources attentionnelles conscientes très limitées ».

## La vision humaine est une perception
La vision est la perception la plus étudiée. Elle est devenue ainsi une importante source d'inspiration pour l'étude des autres perceptions (qui ont leurs spécificités ainsi que leurs propres apports), et de la cognition (dont il sera question ci-dessous),.

### La vision, une des perceptions liée aux 5 sens traditionnels
La vision fait partie des perceptions humaines qui sont reliées à l'un des cinq sens traditionnels (toucher, goût, odorat, audition et vision). Chacun de ces sens est sollicité par des stimulations venant de l'extérieur du corps : dans le cas de la vision, la rétine est sensible aux radiations lumineuses issues de l'extérieur.

### Sensation et perception
La notion de sensation a été (et est souvent encore) utilisée pour distinguer ce qui est senti par les sens – l’activité inconsciente des récepteurs sensoriels ou ce qui est effectivement ressenti de façon consciente. Cependant, cette distinction est remise en cause au motif qu’on ne peut vraiment distinguer ces processus élémentaires de processus plus complexes. Selon le consensus, « sensation est synonyme de perception ». Ainsi donc, quand un auteur utilise le mot « sensation », il est nécessaire de prêter attention au sens qu'il donne à ce mot.

### Vision consciente et vision inconsciente
La perception est considérée le plus souvent comme une expérience consciente : « Percevoir un objet, c’est en être conscient. Percevoir un objet par la vision, c’est en être visuellement conscient, c’est-à-dire l’identifier ou le reconnaître grâce à ses attributs visuels. () La vision permet de percevoir conjointement la forme, les contours, la texture, la taille, l’orientation, la couleur, la position spatiale et le mouvement d’un objet. » Il existe cependant des modes de perception qui sont inconscients, en particulier la vision subliminale et la vision aveugle.
La vision subliminale se passe littéralement « sous le seuil de conscience ». Cette notion renvoie à l’idée qu’il peut y avoir manipulation publicitaire à l’insu du spectateur lorsqu’on fait apparaître, par exemple, une image publicitaire dans un film où sont projetées 24 images/s : l’image publicitaire n’est pas vue et l’influence sur le spectateur n’est, cependant, pas démontrée. La vision subliminale est, malgré tout  une réalité : même si une image n’est pas perçue consciemment, elle est quand même perçue dans la mémoire iconique (évanescente). Par contre, tant qu'elle n'aura pas été perçue consciemment, il ne serait pas possible de s’en souvenir.
Quant à la vision aveugle, elle est due à une « cécité corticale » : une cécité qui n'est pas due à une déficience des yeux, mais du cortex — voir ci-dessous — dans le cerveau. Les yeux fonctionnent normalement, mais à la suite de lésions dans le cortex visuel primaire, le patient ne voit plus dans certaines parties du champ visuel. Ainsi un patient, s’il est questionné, peut, par exemple, déterminer l’orientation d’une barre oblique sans la voir consciemment. Ceci tient au fait que les yeux voient normalement et transmettent leurs informations à d’autres parties du cerveau que le cortex visuel primaire, ce qui provoque une perception inconsciente. En quelque sorte, le cerveau peut voir, alors qu'il n'y a aucune vision consciente. Le cortex visuel primaire, lui, se montre par la même occasion indispensable pour que la vision soit consciente (notion de corrélats neuronaux de la conscience).

### La vision se fait en relation avec les autres perceptions
La perception du corps demande l'intégration de différentes perceptions en particulier visuelles et proprioceptives (relatives à la position des différentes parties du corps), mais aussi d'informations sur le contexte, les émotions... Voici un exemple des relations entre la vision et le sens du mouvement du corps : le système vestibulaire est sensible aux accélérations mais quand la vitesse est constante (ou sur un arrêt), il décroche et c'est la vision qui prend le relais pouvant donner l'illusion que notre train démarre alors que c'est le train d'à côté qui est s'est mis en mouvement.
Les recherches montrent que les perceptions interagissent entre elles en permanence. Ceci est utile pour percevoir un objet globalement (par exemple le violon est perçu visuellement ainsi que par le son) et nécessaire pour constituer un souvenir. Ces interactions entre les perceptions provoquent aussi des illusions comme celle du ventriloque : les lèvres de la marionnette bougent pendant que quelqu'un parle et celui qui regarde a le sentiment que la marionnette parle.
Dans un registre voisin :  la substitution sensorielle  (dispositif technique qui cherche à substituer un sens à un autre et, par exemple, permettre à un aveugle de « voir » en utilisant son sens auditif) et la synesthésie (une personne synesthète a des sensations qui s'ajoutent et peut, par exemple, voir des couleurs quand elle entend des mots).
Après avoir remporté facilement une finale du tournoi de Wimbledon, le tennisman John Mc Enroe a déclaré qu'il voyait les balles de tennis aussi grosse qu'un pamplemousse : c'est la facilité avec laquelle il jouait qui déformait sa vision. D'une manière générale, les ressentis du corps influencent les perceptions. « Voir consciemment, entendre, sentir et penser est à chaque instant une réalisation de l’être vivant dans son ensemble »,.

### Points de vue subjectif et objectif (1reet3epersonnes)
Comme pour toute perception, si l'expérience subjective qui consiste à voir est directement accessible à celui qui voit (point de vue subjectif), la vision s'appuie sur des processus, qui ont dû être progressivement explicités au cours des siècles par des approches où le point de vue est celui d'un tiers, d'un observateur extérieur (point de vue objectif).

## Les approches de la vision au cours du temps
Au cours du temps, les chercheurs ont voulu comprendre les processus de la vision en commençant par les processus optiques et biologiques jusqu'au cœur du cerveau. Ils ont dû aussi examiner les « mille et un processus psychologiques et cérébraux qui composent les images que nous percevons ».
L’œil humain a finalement été reconnu comme étant une médiocre « chambre noire ». Ainsi, le cerveau a un rôle essentiel à jouer pour tenter de rendre la vision suffisamment crédible tout en n'étant pas forcément très fidèle aux données transmises par la rétine : le cerveau essaie de deviner ce qui se présente à la vision, en s'appuyant aussi sur les autres sens, sur le contexte, sur notre mémoire et même sur des interprétations liées à nos croyances.
Tous ces processus ont fait l'objet d'interrogations philosophiques en complément des approches scientifiques fondées sur la méthode expérimentale. Les recherches restent toujours très actives et visent d'abord à mieux traiter les troubles visuels.

## Ce qui est vu est une interprétation de ce qui est reçu
Le sens commun pense que ce que voit une personne est une copie fidèle du réel (où constitue le réel lui-même ; réalisme naïf) : puisque la chambre noire a servi de modèle pour comprendre la vision, tout se passerait comme avec un appareil photo. En réalité, la perception est un processus actif, complexe, qui transforme l'image perçue arrivant sur la rétine : c'est pourquoi des siècles ont été nécessaires pour comprendre la vision… et ce n’est pas fini.

Illusion de contraste
La bande centrale est uniformément grise : on peut le vérifier facilement en cachant le haut et le bas de l’image. Cependant, elle paraît plus claire dans un environnement plus foncé, et plus foncée quand c'est plus clair à côté. Enfin, après avoir vérifié que la couleur de la bande centrale est uniforme, l'illusion persiste.

### Un exemple d’illusion visuelle
L’encadré ci-contre montre une illusion d’optique : la bande centrale apparaît plus claire d'un côté et plus foncée de l'autre alors qu'elle est uniformément grise. La vision est soumise à  la loi du contraste qui s’applique aussi aux autres sens : si quelqu'un plonge sa main dans une eau froide puis dans une eau tiède, il aura l’impression que l'eau tiède est plus chaude qu'en réalité. Dans le cas de la vision, le cerveau accentue les contrastes et les contours pour mieux distinguer les choses. En définitive, les illusions visuelles font apparaître des façons de fonctionner du cerveau qui sont généralement utiles dans la vie quotidienne, mais qui peuvent aussi créer des difficultés, jusqu'à des accidents (avion, voiture...), car l'image qui est reçue sur la rétine est transformée et peut tromper,.

### Quand la vue la plus ordinaire devient fantastique
Ernst Mach, physicien et philosophe de la fin du XIXe siècle, a travaillé sur les perceptions : il a notamment mis en évidence les bandes de Mach, une illusion due, comme ci-avant, au contraste et qui peut aussi tromper, produire par exemple une mauvaise interprétation des radiographies et des illustrations graphiques. E. Mach est aussi considéré comme un précurseur du courant Gestalt qui, au début du XXe siècle, a apporté beaucoup à la compréhension de la vision.
Mach est également  connu pour un dessin (encadré du début de l'article) qui montre sa « « Vue depuis l'œil gauche » » (l’œil droit étant fermé) à propos de laquelle Jean Clair, historien et critique d’art, souligne le côté surprenant, « fantastique » de cette vision, pourtant simple mais devenue inconsciente par le travail du cerveau. Comme la lettre volée d'Edgar Poe : elle est sous les yeux mais on ne la voit pas.

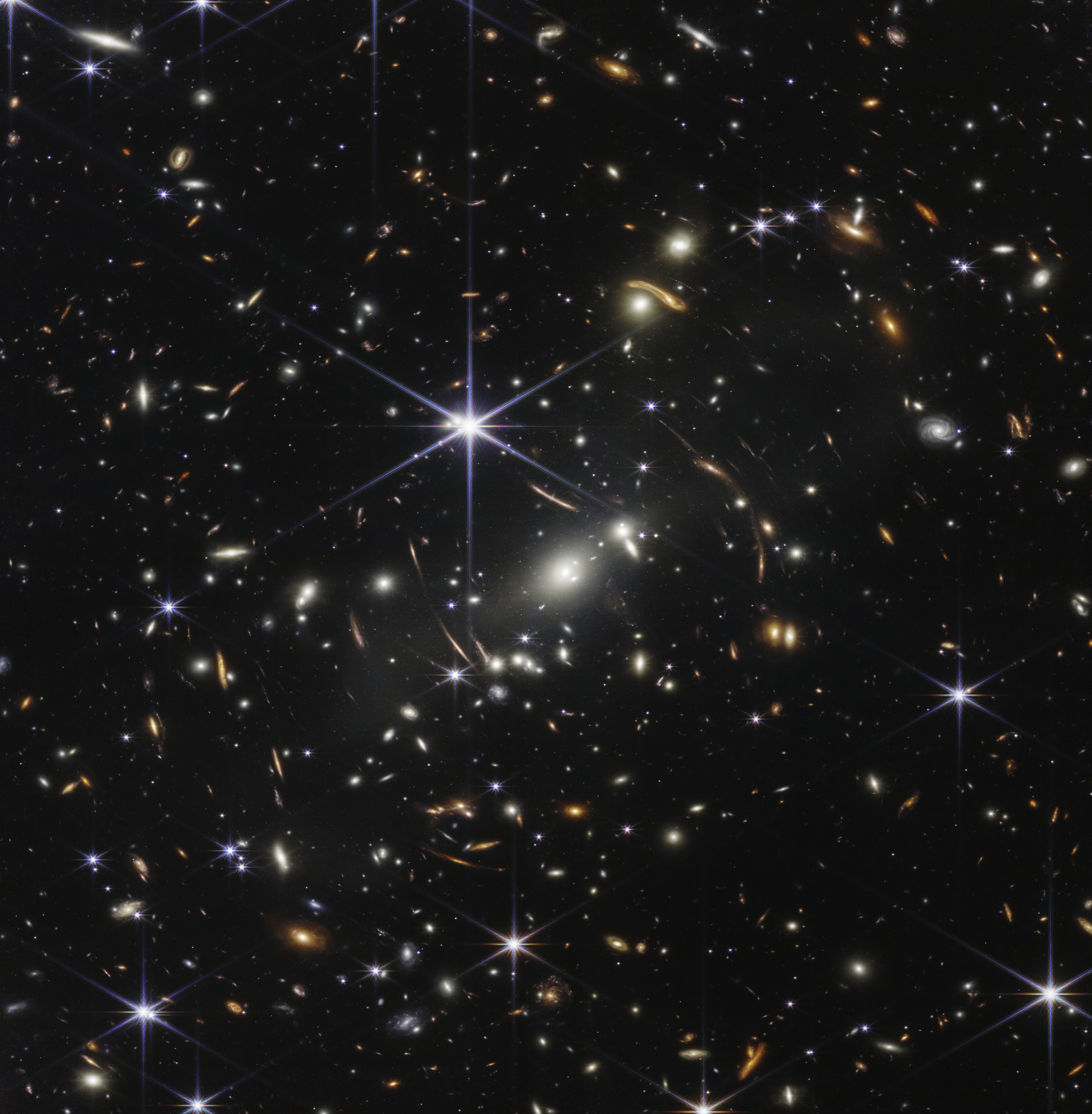
Cette image a été nommée premier champ profond de Webb. Elle a été obtenue à partir de plusieurs images prises dans l'infrarouge par le télescope spatial James Webb. L'infrarouge n'étant pas visible pour les humains, il a donc fallu inventer les couleurs qui apparaissent sur cette photo. C'est aussi ce qui se passe dans la vision : les couleurs n'existent pas dans la réalité, c'est le cerveau qui les crée.

Après Mach, Maurice Merleau-Ponty et Jean-Paul Sartre questionneront aussi cette vision où les personnes ignorent très généralement qu’elles ne voient pas leur propre tête ou visage, alors que c’est une vision immédiate. Et Douglas Harding approfondira cette recherche dans une démarche qu’il appellera la Vision sans tête : « Suivez ces idées dans un sens et vous arrivez au bouddhisme zen, dans un autre et vous vous retrouvez avec la philosophie de l'esprit moderne. ».

### Les couleurs sont créées par le cerveau
Les rayons lumineux n’ont pas de couleur en soi : ce sont des ondes électromagnétiques. Et ce qui est vu rouge n’est rouge que dans la vision ; de même, l'herbe n'est verte que dans la vision. Pour la couleur, il est possible de rapprocher le travail du cerveau de ce qui a été fait pour obtenir une image colorée à partir des prises de vue du télescope spatial James Webb (voir l'encadré) : les couleurs vues sont ainsi une création du cerveau, et, en première approche, on peut dire que le cerveau fait correspondre une couleur à une longueur d'onde de la lumière.
L'image du ciel ci-contre fait apparaître, en plus, une autre illusion. Les étoiles sont, pour la plupart, situées à des milliers, des millions et même, pour cette image, des milliards d'années-lumière de la Terre. Ce n'est pas la réalité du moment que nous approchons par la vision, mais une réalité très ancienne, et certaines étoiles ont même disparu.

### Une vision continue à partir d'une suite d'images fixes
Dans une salle de cinéma, les spectateurs voient les scènes du film se dérouler de façon continue : pourtant ce qui est projeté est une suite d'images fixes (souvent 24 images par seconde ou plus) avec un intervalle noir entre les images. Ce que voit le spectateur est donc différent de ce qui est projeté.

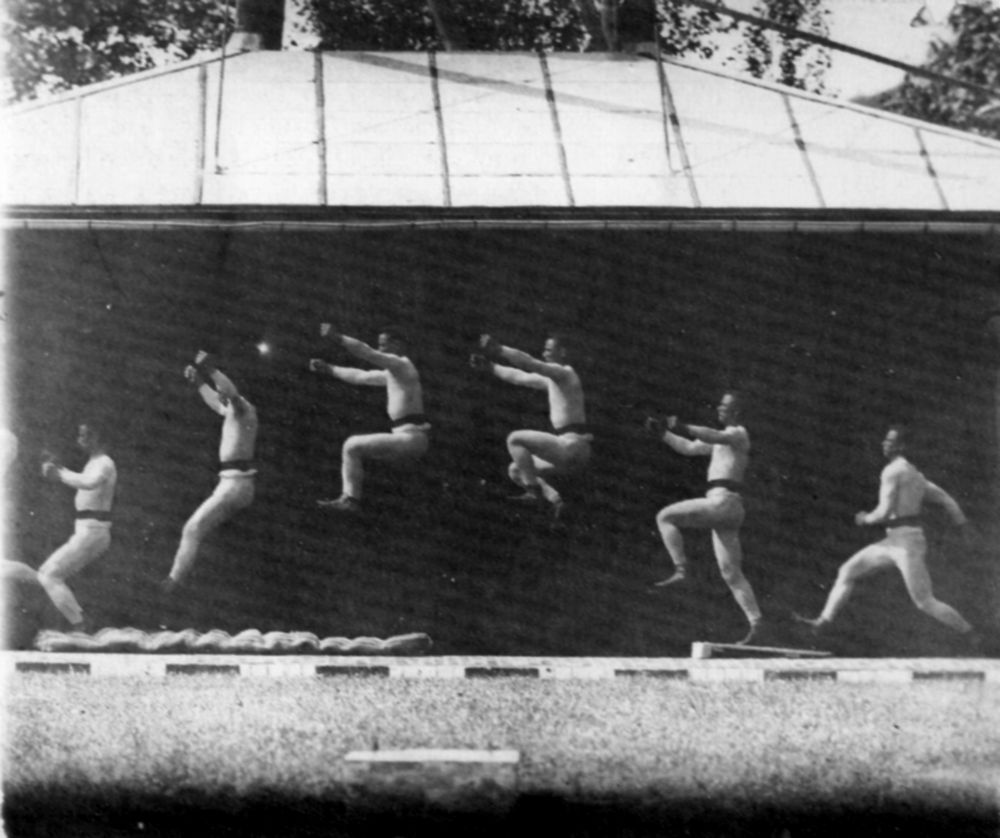
Le cerveau capte 13 images fixes par seconde dans le flux continu qui lui vient de la rétine.
Et pourtant la vision se déroule en continu : le cerveau réinvente ce qui manque entre 2 images fixes. Photo d'É.-J. Marey (1886).

La projection de 24 images par seconde produit un autre effet : dans les westerns, quand la diligence s'élance, le spectateur voit les roues tourner d'abord dans le sens logique, puis quand elles tournent plus vite, elles semblent tourner à l'envers contrairement à la réalité puisqu'elles tournent toujours dans le même sens. Cette illusion s'explique par l'effet stroboscopique avec la prise de vue discontinue de 24 images par seconde.
Ce qui est moins connu, c'est que, dans la vie courante, il est possible de voir des roues de voiture et des hélices d'avion tourner à l'envers. Il y a, dans le processus de la vision, quelque chose de similaire au mécanisme du cinéma : le cerveau « capte de façon discontinue des images du monde extérieur (13 par seconde) mais réussit à nous faire percevoir les mouvements en continu : ces images fixes sont très rapidement montées par un mécanisme de remplissage pour restituer une impression subjective de continuité. », Ce qui permet à Lionel Naccache de développer une approche de la vision qu'il appelle « cinéma intérieur » car, dans les processus de la vision, au-delà de la prise de vue de 13 images par seconde, il y a aussi un scénario, un personnage principal... Cette approche a son intérêt, et aussi les limites inhérentes à toute illustration pédagogique.

## Le système visuel humain
Le système visuel humain est l'ensemble des organes participant à la perception visuelle humaine, des yeux au système sensori-moteur. Son rôle principal est de percevoir et d'interpréter deux images en deux dimensions pour obtenir une image en trois dimensions utilisable pour faire face aux besoins quotidiens.
Il fait partie du cerveau et est principalement constitué des yeux, des nerfs optiques, du chiasma optique, des tractus optiques, des corps géniculés latéraux dans le thalamus, des radiations optiques et des cortex visuels ainsi que des autres aires utilisées pour la vision.
Le système visuel humain, fruit de l’évolution, s'avère complexe. L’œil est une médiocre optique et la rétine est imparfaite : ainsi les informations transmises aux cortex visuels ne sont pas de bonne qualité et le cerveau doit faire un gros travail d’interprétation (en relation avec la mémoire, les autres sens et le contexte) pour arriver à une image riche et suffisamment fiable. Il y a deux voies principales (magno-cellulaire et parvo-cellulaire) allant de l’œil au cortex visuel, puis deux autres voies dans le cerveau (voies du quoi ? et du où ?) qui produiront l’image qui sera vue consciemment,,.
La rétine fournit aussi des informations qui permettent de détecter le mouvement en périphérie ou d'alimenter l’horloge biologique circadienne ( cycles jour-nuit)  pour la synchronisation sur la clarté et l’obscurité. Enfin, le système visuel pilote le regard, les mouvements oculaires et la plus ou moins grande ouverture de la pupille.

## La vision est influencée par des interprétations personnelles
Les informations reçues par la rétine sont d’abord traitées par des automatismes basiques pour chercher à identifier les contrastes (pour identifier les contours et les formes, le mouvement), les orientations… dans des traitements dits « ascendants » ou « bottom-up », partant des informations arrivant sur la rétine. D’autres traitements vont s’appuyer sur les connaissances, par exemple quand il s’agit de reconnaître un visage : on parle de traitements « descendants » ou « top-down ». Dans ces derniers traitements, l’utilisation de la mémoire introduit l’histoire de la personne dans le processus visuel : ainsi, ce qui est vu consciemment est tributaire d’une partie de l’identité de la personne.
Plus : des recherches ont montré que chacun porte en lui des préjugés inconscients, pas forcément en accord avec ses valeurs conscientes, et ces préjugés influencent inconsciemment sa vision. Cela vient du fait que, dans un passé lointain, il fallait déterminer quasi-instantanément si la personne qui apparaissait en face de soi était un ennemi ou un ami, c’était parfois une question de vie ou de mort. La réponse devait être immédiate, il pouvait être nécessaire de « combattre ou fuir ». Pour cela, des processus automatiques et inconscients permettaient au cerveau de donner une réponse adaptée le plus souvent, en s’appuyant sur des images stéréotypées ou des préjugés en mémoire. Ces processus sont restés.
Ainsi, dans une expérience réalisée en 2016 aux États-Unis, « des personnes devaient associer très rapidement (en moins d’une demi-seconde) des visages à des émotions. Résultat : les visages d’hommes noirs souriants ont été majoritairement classés comme « en colère », des femmes à la mine patibulaire comme « heureuses », etc. Soit les stéréotypes les plus communs aux États-Unis. (…) [Plus, avec l’imagerie cérébrale,] l’activité neuronale générée par la vision d’un visage d’homme noir était tout à fait comparable à celle suscitée par des visages objectivement en colère. » Ainsi, des préjugés inconscients arrivent à modifier l’image reçue afin qu'elle se conformer à ces préjugés. Ce qui peut aider à bien réagir rapidement, mais peut aussi amener au drame : « plusieurs études expliquent ainsi comment aux États-Unis les policiers ont davantage tendance à interpréter la présence d’un objet quelconque dans les mains d’une personne noire comme étant une arme. Et, se sentant menacés, à tirer ».
Les sciences cognitives affirment de plus en plus que les manières de voir, les croyances et le milieu culturel de la personne jouent un rôle important dans les processus de la vision, comme dans tout ce qui constitue la cognition (la pensée, ). L. Naccache fait ainsi du « Je », lui-même fictionnel, le principal acteur de notre « cinéma intérieur » auquel il imprime « toute sa puissance subjective : nos croyances, nos connaissances, nos intentions, notre attention, nos désirs, nos souvenirs, nos regrets, nos complexes, nos émotions, notre niveau d’éveil, notre motivation, notre humeur, nos peurs, nos espoirs ».

## Mieux maîtriser les illusions
Pour une approche plus générale, voir : débiaisement.
La vision (plus généralement la perception) amène des réactions parfois inadaptées ou dangereuses : est-il possible d’être moins dépendant de ces travers ?
Il n’est déjà pas possible de s’affranchir des illusions qui sont du domaine de la physique telle que l’illusion de la roue qui tourne à l’envers ou le fait de voir en perspective : même si la personne sait que c’est une illusion et si elle connaît le mécanisme, il n’y a rien à faire, l’illusion perdure.
Pour L. Perrinet, c’est aussi le cas pour les illusions produites par des phénomènes de « bas niveau » (qui s’appuient directement sur les données des yeux) : nous ne pouvons rien faire, on ne peut s’affranchir de l’illusion : ceci a pu être vérifié avec l’illusion du contraste ci-dessus car cette illusion subsiste même après avoir vérifié que la bande du milieu est uniformément grise
À l’inverse, A. Guion indique qu’il est possible de lutter contre les préjugés inconscients qui sont des phénomènes illusoires de « haut niveau »  (qui s’appuient directement sur les connaissances) : « Dans notre cerveau, deux zones spécifiques, le cortex cingulaire antérieur, qui gère la détection de l’erreur et notre capacité à nous mettre à la place de l’autre, et le cortex préfrontal, travaillent à reconnaître nos biais implicites et à les dépasser ». L’une des méthodes pratique consiste à pratiquer les jeux de rôles : « C’est ainsi une des méthodes utilisées par l’association Le Cercle des parents – forum des familles (CPFF), en Israël Palestine, qui fait se rencontrer des familles israéliennes et palestiniennes endeuillées par le conflit lors d’une série de week-ends. »
Dans la même ligne, D. Bor affirme que la méditation rend la perception plus sensible tout en protégeant de certaines illusions visuelles.
Pour L. Naccache, quand une personne sait mieux comment elle se perçoit et perçoit le monde, elle comprend facilement que la perception des autres dépend aussi beaucoup de leur histoire et qu’elle est forcément différente de la nôtre. D’où plus de tolérance.

## Apprentissage de la vision
Le développement de la vision chez le jeune enfant fait partie de processus psychologiques très complexes. Dès 1937, Piaget indique qu'elle est chez l'enfant une mise à jour visuelle permanente de la représentation mentale du monde réel de l'individu[Quoi ?].
La vision implique des zones du cerveau différentes de celles qui concernent le langage, bien que leur apprentissage s'effectue pour une large part en même temps et concerne les mêmes objets, qu'il faut distinguer et nommer. L'autonomie de la vision est d'autant plus manifeste que les centres du langage échouent à décrire la chose vue.